# 瓦根豪森
瓦根豪森是德国莱茵兰-普法尔茨州的一个市镇。总面积1.80平方公里，总人口61人，其中男性29人，女性32人（2011年12月31日），人口密度34人/平方公里。